# 6512 de Bergh
6512 de Bergh è un asteroide della fascia principale. Scoperto nel 1987, presenta un'orbita caratterizzata da un semiasse maggiore pari a 2,5716044 UA e da un'eccentricità di 0,1856613, inclinata di 11,01287° rispetto all'eclittica.